# Батанта
Батанта — найменший із чотирьох основних островів архіпелагу Раджа-Ампат у провінції Західне Папуа, Індонезія. Його площа становить 453 км². Рельєф переважно горяний. Найвища точка острова сягає 1184 м. Майже весь острів покритий вологими тропічними лісами.

## Фауна
На території майже всього острова збереглася первозданна природа, тому на ньому поширені різні види тварин, наприклад: свиня дика, пацюк чорний, macroglossus minimus, pteropus conspicillatus. Утім, острів Батанта відомий передусім завдяки різноманітним птахам, що населяють його. Зокрема, острів славиться райськими птахами, а саме такими видами, як cicinnurus respublica, червоний райський птах.

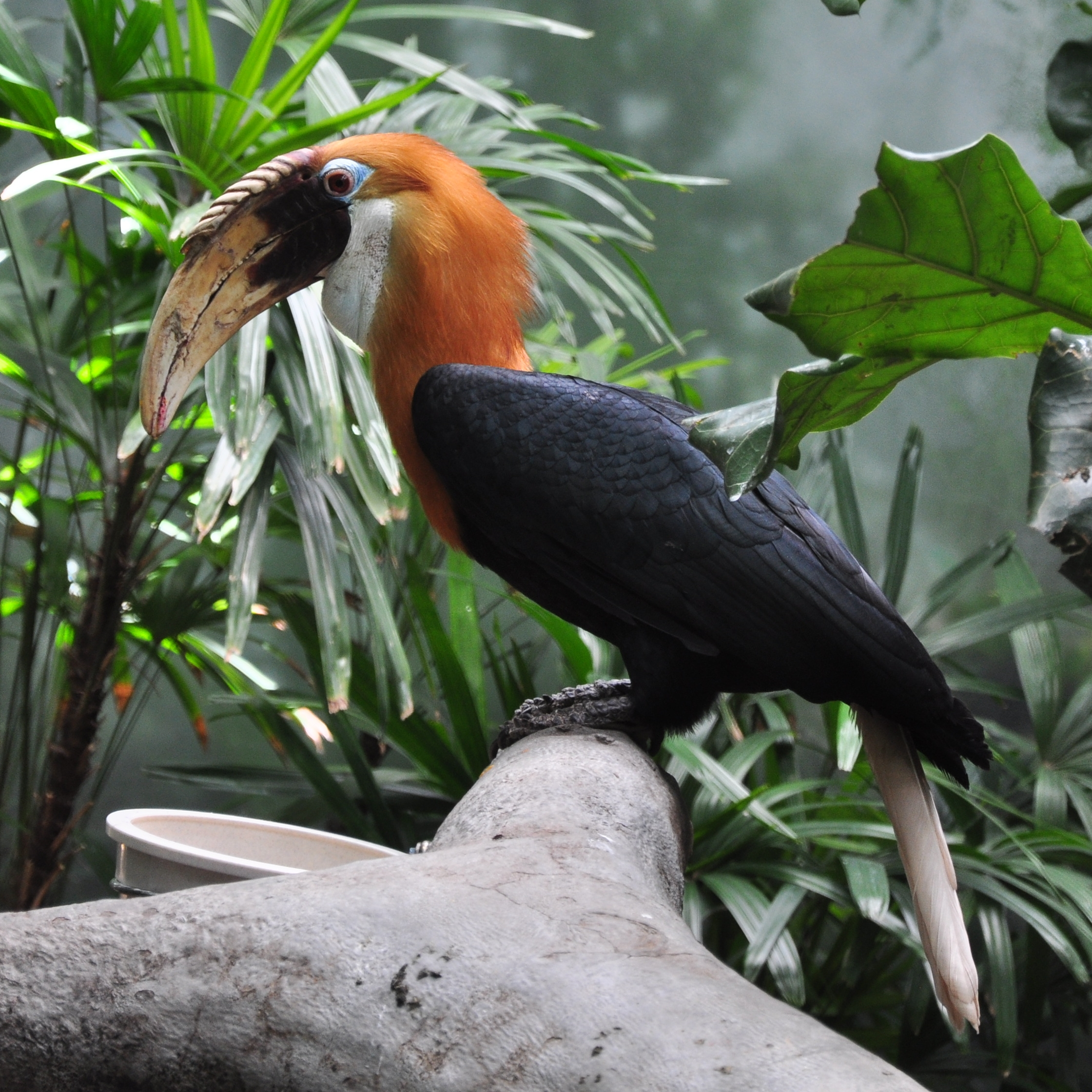
Rhyticeros plicatus
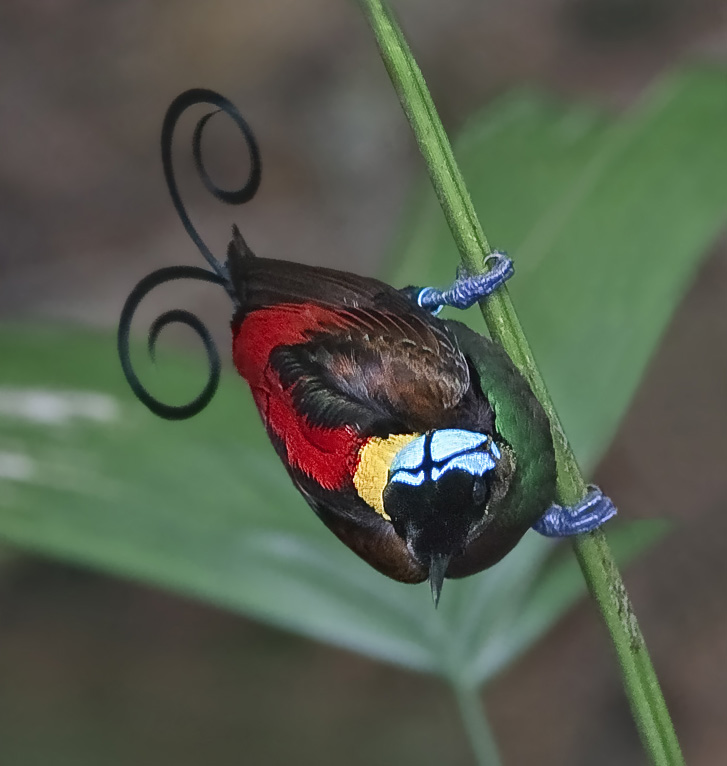
Cicinnurus respublica
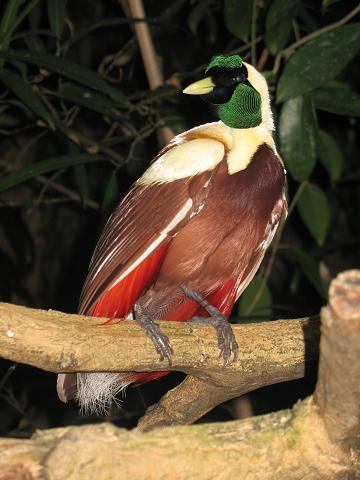
Червоний райський птах

## Туризм
Незаймані ліси, лагуни, різноманіття видів флори й фауни приваблюють на острів Батанта багатьох туристів, а також любителів та дослідників природи. Острів нерідко відвідують орнітологи, яких цікавлять різні види птахів, зокрема ендемічні.